# الوهن
الوَهن سلوك وخلق مذموم قد يعتري النفس البشرية، وقد يكون وهنًا عارضًا، أو صفة وطبع ملازم في جبلة بعض الأفراد، أو مكتسب من البيئة المحيطة، والوهن هو الضَّعف في العَمَل والأمر، وكذلك في العَظْم ونحوه، تقول: قد وَهَنَ العَظْمُ يَهِن وَهْنًا وأَوْهَنَه يُوْهِنُه، ورجلٌ واهِنٌ في الأمر والعَمَل، ومَوْهُون في العَظْم والبَدَن، وقد وَهَنَ الإنسانُ، ووَهَنَهُ غيره. يتعدَّى ولا يتعدَّى. ووَهِنَ -أيضًا- وَهْنًا، أي ضَعُفَ. وأَوْهَنْتُهُ -أيضًا- ووَهَّنْتُهُ تَوْهينًا.
- وقيل: (الوَهَن: ضعف يلحق القلب، والضَّعف مطلقًا اختلال القوَّة الجسمية).[2]

وقال الفيروزآبادي: (الوَهْن والوَهَن- مُحرَّكة- الضَّعف في العَمَل، وقيل: الضَّعف مِن حيثُ الخَلْق والخُلُق).
- وقال أبو هلال العسكري في الفرق بين الوهن والضعف:

(إنَّ الضَّعف ضدُّ القوَّة، وهو مِن فعل الله تعالى، كما أنَّ القوَّة مِن فعل الله، تقول: خلقه الله ضعيفًا، أو خلقه قويًّا. وفي القرآن: ((وَخُلِقَ الإِنسَانُ ضَعِيفًا)) [النَّساء: 28]، والوَهَن: هو أن يفعل الإنسان فِعْل الضَّعيف، تقول: وَهَن في الأمر يَهِن وَهْنًا. وهو وَاهِن إذا أخذ فيه أخذ الضَّعيف، ومنه قوله تعالى: ((وَلاَ تَهِنُوا وَلاَ تَحْزَنُوا وَأَنتُمُ الأَعْلَوْنَ)) [آل عمران: 139]، أي: لا تفعلوا أفعال الضُّعفاء وأنتم أقوياء على ما تطلبونه بتذليل الله إيَّاه لكم.
ويدلُّ على صحَّة ما قلنا أنَّه لا يُقَال: خلقه الله واهِنًا، كما يقال: خلقه الله ضعيفًا، وقد يُسْتَعمل الضَّعف مكان الوَهَن مجازًا في مثل قوله تعالى: ((وَمَا ضَعُفُواْ وَمَا اسْتَكَانُواْ)) [آل عمران: 146]، أي: لم يفعلوا فعل الضَّعيف.
ويجوز أن يقال: إنَّ الوَهَن هو انكسار الجسد بالخوف ونحوه، والضَّعف نقصان القوَّة، وأما الاستكانة فقيل: هي إظهار الضَّعف، قال الله تعالى: ((وَمَا ضَعُفُواْ وَمَا اسْتَكَانُواْ)) أي: لم يضعفوا بنقصان القوَّة ولا استكانوا بإظهار الضَّعف عند المقاومة.).

## ذم الوهن والنهي عنه
ورد في القرآن ذم الوهن، ومدح المؤمنين بنفي صفة الوهن عنهم، إذ قال تعالى:
- «وَكَأَيِّن مِّن نَّبِيٍّ قَاتَلَ مَعَهُ رِبِّيُّونَ كَثِيرٌ فَمَا وَهَنُواْ لِمَا أَصَابَهُمْ فِي سَبِيلِ اللّهِ وَمَا ضَعُفُواْ» ~[آل عمران: 146].

قال البيضاوي في تفسير الآية: («فَمَا وَهَنُواْ لِمَا أَصَابَهُمْ فِي سَبِيلِ اللّهِ وَمَا ضَعُفُواْ»، أي: فما فتروا ولم ينكسر جِدُّهم لما أصابهم مِن قتل النَّبيِّ أو بعضهم. وما ضعفوا عن العدو أو في الدِّين. وما استكانوا وما خضعوا للعدو).
- ويقول تعالى: «فَلا تَهِنُوا وَتَدْعُوا إِلَى السَّلْمِ وَأَنتُمُ الأَعْلَوْنَ وَاللَّهُ مَعَكُمْ وَلَن يَتِرَكُمْ أَعْمَالَكُمْ» ~[محمد: 35].
- وقال تعالى: «وَلاَ تَهِنُوا وَلاَ تَحْزَنُوا وَأَنتُمُ الأَعْلَوْنَ إِن كُنتُم مُّؤْمِنِينَ» ~[آل عمران: 139].

قال ابن كثير في تفسير هذه الآية: (قال الله تعالى مسلِّيًا للمؤمنين: وَلاَ تَهِنُوا أي: لا تضعفوا بسبب ما جرى، وَلاَ تَحْزَنُوا وَأَنتُمُ الأَعْلَوْنَ إِن كُنتُم مُّؤْمِنِينَ أي: العاقبة والنُّصرة لكم أيُّها المؤمنون).
كما حذر النبي ﷺ من الركون للدنيا وما يجلب من الوهن والذل، فعن ثوبان  قال: قال رسول الله ﷺ: ((يوشك الأمم أن تداعى عليكم، كما تداعى الأكلة إلى قصعتها. فقال قائل: ومِن قلَّةٍ نحن يومئذ؟ قال: بل أنتم يومئذٍ كثير، ولكنكم غثاء كغثاء السَّيل، ولينزعنَّ الله مِن صدور عدوِّكم المهابة منكم، وليقذفنَّ الله في قلوبكم الوَهَن. فقال قائل: يا رسول الله، وما الوَهْن؟ قال: حبُّ الدُّنيا، وكراهية الموت)).
قال العظيم آبادي في شرح هذا الحديث: (... ((يوشك الأمم)). أي يَقْرُب فِرَق الكفر وأمم الضَّلالة. ((أن تداعى عليكم)). أي: تتداعى، بأن يدعو بعضهم بعضًا لمقاتلتكم، وكسر شوكتكم، وسلب ما ملكتموه مِن الدِّيار والأموال. ((كما تداعى الأكلة)). أي: يَقْرُب أنَّ فِرَق الكفر وأمم الضَّلالة... يدعو بعضهم بعضًا إلى الاجتماع لقتالكم وكسر شوكتكم؛ ليغلبوا على ما ملكتموها مِن الدِّيار، كما أنَّ الفئة الآكلة يتداعى بعضهم بعضًا إلى قصعتهم التي يتناولونها مِن غير مانع، فيأكلونها صفوًا مِن غير تعب. ((ومِن قلَّة)). أي: أنَّ ذلك التَّداعي لأجل قلَّة نحن عليها يومئذ. ((كثير)). أي: عددًا، وقليل مددًا. ((ولكنَّكم غُثَاء كغُثَاء السَّيل)). ما يحمله السَّيل مِن زَبَد ووَسَخ؛ شبَّههم به لقلَّة شجاعتهم ودناءة قدرهم. ((ولينزعنَّ)). أي: ليخرجنَّ. ((المهابة)). أي: الخوف والرُّعب. ((وليقذفنَّ)). أي: وليرمينَّ الله. ((الوَهن)). أي: الضَّعف، وكأنَّه أراد بالوَهن ما يوجبه، ولذلك فسَّره بحبِّ الدُّنيا وكراهة الموت. ((وما الوَهن؟)) أي: ما يوجبه وما سببه؟ قال الطيبي: سؤالٌ عن نوع الوَهن، أو كأنَّه أراد منِ أي وجه يكون ذلك الوَهن. ((قال: حبُّ الدُّنيا وكراهية الموت)). وهما متلازمان، فكأنَّهما شيء واحد، يدعوهم إلى إعطاء الدَّنيَّة في الدِّين مِن العدو المبين، ونسأل الله العافية).

## عواقب وآثار الوهن[9]
1- سببٌ لتسلُّط العدوِّ على الأمَّة وتكالبه عليها، وإذلالها، ونهب خيراتها، والتَّعرُّض لمقدَّساتها.
2- الوَهن يقتل الغيرة، ويهوِّن أمرها، ويسهِّل هتك الأعراض واغتصاب الحقوق، والتَّعدِّي على الحرمات والأموال.
3- سببٌ في ضياع الأمَّة وتشرذمها وذهاب ريحها، وتفرُّق أبنائها، واختلاف قادتها.
4- الوَهن سبب لدمار الأرض، وخرابها، وإهلاك الحرث والنَّسل؛ وذلك بسبب تسلُّط المتجبِّرين وطغيانهم.
5- سببٌ مِن أسباب التَّعرُّض لبغض الله سبحانه وتعالى وبغض رسوله ﷺ.

## أقوال وأمثال عن الوهن
قيل: (لا تخلط يقينك بالشَّكِّ؛ فيفسد عليك العزم، ولا توقف عملك على الشَّكِّ؛ فيدخل عليك الوَهن).
وقالوا: (رأس اللَّئيم يحتمل الوَهن، ولا يحتمل الدهن).
وقال الشاعر: